# Saison 2017-2018 de l'AS Monaco FC
Maillots
Chronologie
Saison précédente Saison suivante
La saison 2017-2018 de l'AS Monaco est la cinquante-neuvième saison du club en première division du championnat de France, la cinquième saison consécutive au sein de l'élite du football français. L'AS Monaco est alors champion de Ligue 1 en titre à la suite d'une saison réussie au plan nationale et européen (demi-finaliste de Ligue des Champions).

## Avant-saison

### Coupe des confédérations
La Coupe des confédérations 2017 est la dixième édition de la Coupe des confédérations, compétition internationale de football organisée par la FIFA. Elle se déroule en Russie, pays hôte de la Coupe du monde 2018.
Le Portugal est la seule équipe qualifiée comportant un monégasque dans son équipe, à savoir João Moutinho (ainsi que l'ancien monégasque Bernardo Silva). Le Portugal a pu sortir de la phase de groupe mais a été éliminé en demi-finale par le Chili aux tirs au but. L'équipe de Moutinho parvient tout de même à finir à la 3e place en battant le Mexique sur le score de 2 à 1 dans la petite finale.

### Amicaux
L'AS Monaco a fixé la reprise de l'entrainement au 30 juin 2017. L'équipe de la principauté disputera six matchs amicaux avant le Trophée des champions face au Paris Saint-Germain le 29 juillet 2017. Les monégasques ont entamé leur pré-saison à l'occasion d'un stage en Autriche en battant le club autrichien SKN Sankt Pölten (3-0) et ont par la suite fait un nul face au Rapid Vienne (2-2). Lors d'un stage en Suisse, ils ont battu le club anglais de Stoke City (4-2), puis fait un nul face au club néerlandais du PSV Eindhoven (0-0) et également un nul lors du match qui les opposaient au club truc du Fenerbahçe (1-1). Pour finir, ils ont perdu contre le Sporting Portugal (2-1).

## Transferts

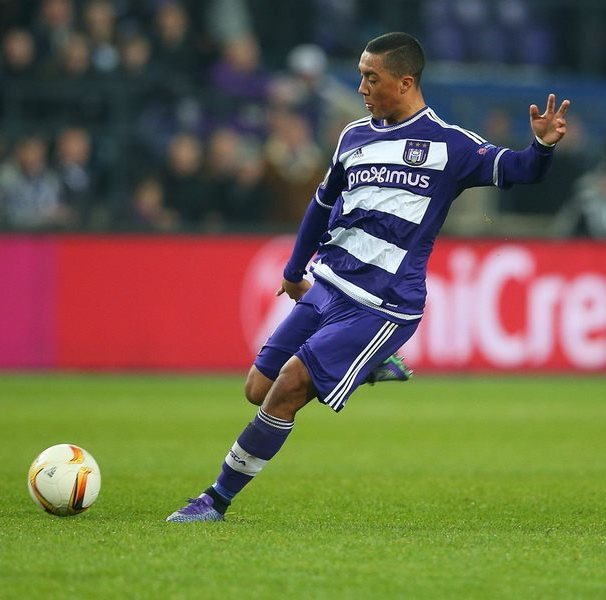
Youri Tielemans, milieu belge, est l'une des grandes recrues de l'AS Monaco durant le mercato d'été.

L'ASM enregistre plusieurs arrivées pendant le mercato d'été. Dès le 24 mai 2017, Monaco annonce l'arrivée pour une durée de 5 ans de sa première recrue estivale, Youri Tielemans, alors joueur au RSC Anderlecht, pour une somme avoisinant les 25 millions d'euros,. Le club enregistre également l'arrivée de Jordy Gaspar, jeune joueur de l'Olympique Lyonnais, qui signe son premier contrat professionnel avec le club de la principauté,. Dans la foulée, l'ASM annonce aussi le transfert de Diego Benaglio (gardien en provenance de  VfL Wolfsbourg), de Soualiho Meïté (milieu en provenance du SV Zulte Waregem) et de Jordi Mboula (ailier en provenance de la réserve du FC Barcelone). Le club officialise début juillet l'arrivée du défenseur néerlandais Terence Kongolo en provenance de Feyenoord. Plus tard en août, Monaco annonce l'arrivée d'Adama Diakhaby pour une somme avoisinant les 10 millions d'euros.
Dans le cadre du projet de recrutement de talents en devenir, Monaco recrute deux jeunes, Boris Popovic et Álvaro Fernández Llorente.
Le club de la principauté s'assure également de la stabilité de son effectif et prolonge ainsi le capitaine monégasque, Radamel Falcao, jusqu'en 2020 malgré un fort intérêt de certains clubs chinois. Le colombien est imité par Kamil Glik qui prolonge jusqu'en 2021 et par Djibril Sidibé qui allonge son contrat jusqu'en 2022.
Cependant Monaco doit également faire face à certains départs. Ainsi, le 26 mai 2017, Monaco voit s'envoler en Angleterre à Manchester City son prodige portugais Bernardo Silva pour une somme d'environ 50 millions d'euros,. À son tour, Nabil Dirar quitte l'ASM pour rejoindre Fenerbahçe, pour une somme avoisinant les 4,5 millions d'euros. Valère Germain quant à lui quitte l'AS Monaco pour l'Olympique de Marseille pour 8 millions d'euros, tandis qu'après un prêt de six mois, Corentin Jean rejoint le Toulouse FC pour 3,5 millions d'euros. Le latéral nigérian Elderson Echiejile est lui vendu au club turc de Sivasspor. Le jeune Abdou Diallo est lui transféré au FSV Mayence 05 et Benjamin Mendy à Manchester City pour 57,5 millions d'euros, devenant ainsi le défenseur le plus cher de l'histoire.
Du côté des prêts, celui de Paul Nardi au Cercle Bruges KSV est prolongé, et cinq autres joueurs y sont également prêtés, dont quatre jeunes (Irvin Cardona, Jonathan Mexique, Guevin Tormin et Tristan Muyumba), et la nouvelle recrue Jordy Gaspar. Le club belge, racheté par les dirigeants monégasques fait office de réel club affilié. Le jeune portugais Rúben Vinagre est quant à lui prêté avec option d'achat à Wolverhampton.
En ce qui concerne le staff, Leonardo Jardim a choisi de prolonger avec le club de la principauté jusqu'en 2020. Cependant, début juillet, l'AS Monaco annonce dans un communiqué le départ de son directeur sportif Antonio Cordon, mais cela seulement après la fin du mercato.

### Transferts estivaux
| Nom                       | Nationalité               | Poste     | Transfert                         | Provenance/Destination | Division           |
| ------------------------- | ------------------------- | --------- | --------------------------------- | ---------------------- | ------------------ |
| Arrivées                  |                           |           |                                   |                        |                    |
| Keita Baldé               | Sénégal                   | Attaquant | Transfert (30 millions d'euros)   | Lazio Rome             | Serie A            |
| Youri Tielemans           | Belgique                  | Milieu    | Transfert (25 millions d'euros)   | RSC Anderlecht         | Division 1A        |
| Terence Kongolo           | Pays-Bas                  | Milieu    | Transfert (15 millions d’euros)   | Feyenoord Rotterdam    | Eredivisie         |
| Stevan Jovetić            | Monténégro                | Attaquant | Transfert (11 millions d’euros)   | Inter Milan            | Serie A            |
| Adama Diakhaby            | France                    | Attaquant | Transfert (10 millions d’euros)   | Stade Rennais          | Ligue 1            |
| Soualiho Meïté            | France                    | Milieu    | Transfert (8 millions d’euros)    | SV Zulte Waregem       | Division 1A        |
| Jordi Mboula              | Espagne                   | Attaquant | Transfert (3 millions d’euros)    | FC Barcelone B         | Segunda División B |
| Diego Benaglio            | Suisse                    | Gardien   | Transfert (montant inconnu)       | VfL Wolfsbourg         | Bundesliga         |
| Álvaro Fernández Llorente | Espagne                   | Gardien   | Transfert (montant inconnu)       | CA Osasuna             | Liga               |
| Rachid Ghezzal            | Algérie                   | Milieu    | Transfert (montant inconnu)       | Olympique Lyonnais     | Ligue 1            |
| Youssef Aït Bennasser     | Maroc                     | Milieu    | Retour de prêt                    | AS Nancy-Lorraine      | Ligue 1            |
| Dinis Almeida             | Portugal                  | Défenseur | Retour de prêt                    | Belenenses             | Primeira Liga      |
| Mehdi Beneddine           | France                    | Défenseur | Retour de prêt                    | Cercle Bruges KSV      | Division 1B        |
| Ilyes Chaïbi              | Algérie                   | Attaquant | Retour de prêt                    | AC Ajaccio             | Ligue 2            |
| Tafsir Cherif             | Guinée                    | Attaquant | Retour de prêt                    | Cercle Bruges KSV      | Division 1B        |
| Raphaël Diarra            | France                    | Défenseur | Retour de prêt                    | Cercle Bruges KSV      | Division 1B        |
| Gil Dias                  | Portugal                  | Milieu    | Retour de prêt                    | Rio Ave FC             | Primeira Liga      |
| Elderson Echiejile        | Nigeria                   | Défenseur | Retour de prêt                    | Sporting Gijón         | Liga               |
| Corentin Jean             | France                    | Attaquant | Retour de prêt                    | Toulouse FC            | Ligue 1            |
| Rony Lopes                | Portugal                  | Milieu    | Retour de prêt                    | LOSC Lille             | Ligue 1            |
| Jonathan Mexique          | France                    | Milieu    | Retour de prêt                    | Red Star FC            | Ligue 2            |
| Paul Nardi                | France                    | Gardien   | Retour de prêt                    | Cercle Bruges KSV      | Division 1B        |
| Quentin N'Gakoutou        | République centrafricaine | Attaquant | Retour de prêt                    | RU Saint-Gilloise      | Division 1B        |
| Allan Saint-Maximin       | France                    | Attaquant | Retour de prêt                    | SC Bastia              | Ligue 1            |
| Adama Traoré              | Mali                      | Milieu    | Retour de prêt                    | Rio Ave FC             | Primeira Liga      |
| Lacina Traoré             | Côte d'Ivoire             | Attaquant | Retour de prêt                    | Sporting Gijón         | Liga               |
| Jordy Gaspar              | France                    | Défenseur | Premier contrat professionnel     | Olympique Lyonnais     | Ligue 1            |
| Boris Popovic             | Serbie                    | Milieu    | Premier contrat professionnel     | Tours FC               | Ligue 2            |
| Départs                   |                           |           |                                   |                        |                    |
| Benjamin Mendy            | France                    | Défenseur | Transfert (57,5 millions d’euros) | Manchester City        | Premier League     |
| Bernardo Silva            | Portugal                  | Milieu    | Transfert (50 millions d’euros)   | Manchester City        | Premier League     |
| Tiémoué Bakayoko          | France                    | Milieu    | Transfert (40 millions d’euros)   | Chelsea FC             | Premier League     |
| Allan Saint-Maximin       | France                    | Attaquant | Transfert (10 millions d’euros)   | OGC Nice               | Ligue 1            |
| Valère Germain            | France                    | Attaquant | Transfert (8+2 millions d’euros)  | Olympique de Marseille | Ligue 1            |
| Abdou Diallo              | France                    | Défenseur | Transfert (5 millions d’euros)    | FSV Mayence 05         | Bundesliga         |
| Nabil Dirar               | Maroc                     | Milieu    | Transfert (4,5 millions d’euros)  | Fenerbahçe             | Süper Lig          |
| Corentin Jean             | France                    | Attaquant | Transfert (3,5 millions d’euros)  | Toulouse FC            | Ligue 1            |
| Elderson Echiejile        | Nigeria                   | Défenseur | Transfert (montant inconnu)       | Sivasspor              | Süper Lig          |
| Youssef Aït Bennasser     | Maroc                     | Milieu    | Prêt                              | Stade Malherbe Caen    | Ligue 1            |
| Irvin Cardona             | France                    | Attaquant | Prêt                              | Cercle Bruges KSV      | Division 1B        |
| Jordy Gaspar              | France                    | Défenseur | Prêt                              | Cercle Bruges KSV      | Division 1B        |
| Kylian Mbappé             | France                    | Attaquant | Prêt                              | Paris Saint-Germain    | Ligue 1            |
| Jonathan Mexique          | France                    | Milieu    | Prêt                              | Cercle Bruges KSV      | Division 1B        |
| Tristan Muyumba           | France                    | Milieu    | Prêt                              | Cercle Bruges KSV      | Division 1B        |
| Paul Nardi                | France                    | Gardien   | Prêt                              | Cercle Bruges KSV      | Division 1B        |
| Guevin Tormin             | France                    | Attaquant | Prêt                              | Cercle Bruges KSV      | Division 1B        |
| Rúben Vinagre             | Portugal                  | Milieu    | Prêt                              | Wolverhampton          | EFL Championship   |
| Kouadio Yves Dabila       | Côte d'Ivoire             | Défenseur | Fin de contrat                    | Lille OSC              | Ligue 1            |
| Morgan De Sanctis         | Italie                    | Gardien   | Fin de contrat                    | Retraite               | Retraite           |
| Quentin N'Gakoutou        | République centrafricaine | Attaquant | Fin de contrat                    | -                      | -                  |

### Transferts hivernaux
| Nom             | Nationalité | Poste     | Transfert                       | Provenance/Destination | Division       |
| --------------- | ----------- | --------- | ------------------------------- | ---------------------- | -------------- |
| Arrivée         |             |           |                                 |                        |                |
| Pietro Pellegri | Italie      | Attaquant | Transfert (25 millions d’euros) | Genoa CFC              | Série A        |
| Départs         |             |           |                                 |                        |                |
| Guido Carrillo  | Argentine   | Attaquant | Transfert (22 millions d'euros) | Southampton            | Premier League |
| Terence Kongolo | Pays-Bas    | Défenseur | Prêt                            | Huddersfield Town      | Premier League |
| Soualiho Meïté  | France      | Milieu    | Prêt                            | Girondins de Bordeaux  | Ligue 1        |

## Compétitions

### Trophée des champions
L'édition 2017 du Trophée des champions est la 22e édition du Trophée des champions et se déroule le 29 juillet 2017 au Stade Ibn-Batouta au Maroc. Il s'agit de la quatrième édition disputée en Afrique et la deuxième édition disputée à Tanger après l'édition 2011.
Le match a opposé l'AS Monaco, champion en titre, au Paris Saint-Germain, vainqueur de la Coupe de France. Il a été remporté par le Paris Saint-Germain sur le score de deux buts à un, le club parisien décrochant son cinquième Trophée des champions d'affilée.
| 29 juillet 2017 | AS Monaco  | 1 - 2   | Paris Saint-Germain    | Stade Ibn-Batouta, Tanger, Maroc                       |                                                        |
| 21 h 00 (UTC+2) | Sidibé 30e | (1 - 0) | 51e Alves · 63e Rabiot | Spectateurs : 43 761 Arbitrage : Noureddine El Jaafari | Spectateurs : 43 761 Arbitrage : Noureddine El Jaafari |
| 21 h 00 (UTC+2) | Rapport    |         |                        | Spectateurs : 43 761 Arbitrage : Noureddine El Jaafari | Spectateurs : 43 761 Arbitrage : Noureddine El Jaafari |

### Championnat
Pour un article plus général, voir Championnat de France de football 2017-2018.
La saison 2017-2018 de Ligue 1  est la quatre-vingtième édition du championnat de France de football et la seizième sous l'appellation « Ligue 1 ». La saison débute le 4 août 2017 et se terminera le 19 mai 2018. Les trois équipes promues de deuxième division sont le RC Strasbourg, l'Amiens SC et l'ESTAC Troyes. Les trois équipes reléguées sont le FC Lorient, le SC Bastia et l'AS Nancy-Lorraine.

#### Classement
| Rang | Équipe                    | Pts | J  | G  | N  | P  | Bp  | Bc | Diff | Qualification ou relégation                                             |
| ---- | ------------------------- | --- | -- | -- | -- | -- | --- | -- | ---- | ----------------------------------------------------------------------- |
| 1    | Paris Saint-Germain S L C | 93  | 38 | 29 | 6  | 3  | 108 | 29 | +79  | Qualification pour la phase de groupes de la Ligue des champions        |
| 2    | AS Monaco T               | 80  | 38 | 24 | 8  | 6  | 85  | 45 | +40  | Qualification pour la phase de groupes de la Ligue des champions        |
| 3    | Olympique lyonnais        | 78  | 38 | 23 | 9  | 6  | 87  | 43 | +44  | Qualification pour la phase de groupes de la Ligue des champions        |
| 4    | Olympique de Marseille    | 77  | 38 | 22 | 11 | 5  | 80  | 47 | +33  | Qualification pour la phase de groupes de la Ligue Europa               |
| 5    | Stade rennais FC          | 58  | 38 | 16 | 10 | 12 | 50  | 44 | +6   | Qualification pour la phase de groupes de la Ligue Europa               |
| 6    | Girondins de Bordeaux     | 55  | 38 | 16 | 7  | 15 | 53  | 48 | +5   | Qualification pour le deuxième tour de qualification de la Ligue Europa |
| 7    | AS Saint-Étienne          | 55  | 38 | 15 | 10 | 13 | 47  | 50 | −3   |                                                                         |

### Coupe de France
La coupe de France de football 2017-2018 est la 101e édition de la Coupe de France, compétition à élimination directe mettant aux prises des clubs de football amateurs et professionnels affiliés à la Fédération française de football, qui l'organise conjointement avec les ligues régionales.

### Coupe de la Ligue
La coupe de la Ligue de football 2017-2018 est la 24e édition de la coupe de la Ligue de football française, organisée par la LFP.
La finale se déroulera au stade Matmut-Atlantique à Bordeaux le 31 mars 2018.

### Ligue des Champions
La Ligue des champions 2017-2018 est la 63e édition de la coupe d'Europe des clubs champions. 77 à 79 clubs européens de football devraient y participer.
Elle oppose les meilleurs clubs européens qui se sont illustrés dans leurs championnats respectifs la saison précédente.
La finale se déroulera au Stade olympique de Kiev en Ukraine le 26 mai 2018.

#### Phase de groupe
| Rang | Équipe      | Pts | J | G | N | P | Bp | Bc | Diff |  | Résultats (▼ dom., ► ext.) |     |     |     |     |
| ---- | ----------- | --- | - | - | - | - | -- | -- | ---- |  | -------------------------- | --- | --- | --- | --- |
| 1    | Beşiktaş JK | 14  | 6 | 4 | 2 | 0 | 11 | 5  | +6   |  | Beşiktaş JK                |     | 1-1 | 2-0 | 1-1 |
| 2    | FC Porto    | 10  | 6 | 3 | 1 | 2 | 15 | 10 | +5   |  | FC Porto                   | 1-3 |     | 3-1 | 5-2 |
| 3    | RB Leipzig  | 7   | 6 | 2 | 1 | 3 | 10 | 11 | -1   |  | RB Leipzig                 | 1-2 | 3-2 |     | 1-1 |
| 4    | AS Monaco   | 2   | 6 | 0 | 2 | 4 | 6  | 16 | -10  |  | AS Monaco                  | 1-2 | 0-3 | 1-4 |     |

#### Coefficient UEFA
| Rang 2017 | Rang 2016 | Évolution | Club         | 2012-2013 | 2013-2014 | 2014-2015 | 2015-2016 | 2016-2017 | Coefficient |
| --------- | --------- | --------- | ------------ | --------- | --------- | --------- | --------- | --------- | ----------- |
| 29        | 58        | + 29      | AS Monaco FC | 2,350     | 1,700     | 23,183    | 7,216     | 27,883    | 62,333      |

## Effectif et encadrement

### Effectif professionnel
Le premier tableau liste l'effectif professionnel du AS Monaco. Le second recense les prêts effectués par le club lors de la saison 2017-2018.

### Statistiques individuelles
(Mis à jour le 25 septembre 2017, les joueurs dont le nom est suivi d'une * ont quitté le club au cours de la saison.)
| Numéro | Nat. | Nom            | Championnat | Championnat | Ligue des champions | Ligue des champions | Coupe de France | Coupe de France | Coupe de la Ligue | Coupe de la Ligue | Trophée des champions | Trophée des champions | Total | Total       |
| Numéro | Nat. | Nom            | M.j.        | But inscrit | M.j.                | But inscrit         | M.j.            | But inscrit     | M.j.              | But inscrit       | M.j.                  | But inscrit           | M.j.  | But inscrit |
| ------ | ---- | -------------- | ----------- | ----------- | ------------------- | ------------------- | --------------- | --------------- | ----------------- | ----------------- | --------------------- | --------------------- | ----- | ----------- |
| 20     |      | Lopes          | 38          | 15          | 5                   | 1                   | 2               | 1               | 4                 | 0                 | 1                     | 0                     | 50    | 17          |
| 25     |      | Glik           | 36          | 3           | 6                   | 1                   | 1               | 0               | 4                 | 0                 | 1                     | 0                     | 48    | 4           |
| 2      |      | Fabinho        | 34          | 7           | 5                   | 0                   | 2               | 1               | 4                 | 0                 | 1                     | 0                     | 44    | 8           |
| 5      |      | Jemerson       | 33          | 2           | 6                   | 0                   | 1               | 0               | 3                 | 0                 | 1                     | 0                     | 44    | 2           |
| 8      |      | Moutinho       | 33          | 1           | 6                   | 0                   | 1               | 0               | 4                 | 0                 | 0                     | 0                     | 44    | 1           |
| 1      |      | Subašić        | 34          | 0           | 3                   | 0                   | 0               | 0               | 2                 | 0                 | 1                     | 0                     | 40    | 0           |
| 27     |      | Lemar          | 30          | 2           | 3                   | 0                   | 1               | 0               | 3                 | 1                 | 1                     | 0                     | 38    | 3           |
| 9      |      | Falcao         | 26          | 18          | 5                   | 3                   | 1               | 0               | 3                 | 3                 | 1                     | 0                     | 36    | 24          |
| 17     |      | Tielemans      | 27          | 0           | 4                   | 1                   | 1               | 0               | 2                 | 0                 | 1                     | 0                     | 35    | 1           |
| 19     |      | Sidibé         | 27          | 2           | 3                   | 0                   | 1               | 0               | 3                 | 0                 | 1                     | 1                     | 35    | 3           |
| 7      |      | Ghezzal        | 26          | 2           | 4                   | 0                   | 2               | 0               | 3                 | 0                 | 0                     | 0                     | 35    | 2           |
| 14     |      | Baldé          | 23          | 8           | 6                   | 0                   | 2               | 0               | 2                 | 0                 | 0                     | 0                     | 33    | 8           |
| 15     |      | Diakhaby       | 22          | 2           | 5                   | 0                   | 0               | 0               | 3                 | 0                 | 0                     | 0                     | 30    | 3           |
| 24     |      | Raggi          | 20          | 1           | 2                   | 0                   | 2               | 0               | 4                 | 0                 | 0                     | 0                     | 28    | 1           |
| 6      |      | Jorge          | 22          | 1           | 4                   | 0                   | 1               | 0               | 0                 | 0                 | 0                     | 0                     | 27    | 1           |
| 38     |      | Touré          | 20          | 1           | 3                   | 0                   | 2               | 0               | 1                 | 0                 | 1                     | 0                     | 27    | 1           |
| 11     |      | Carrillo*      | 15          | 4           | 5                   | 0                   | 1               | 3               | 2                 | 1                 | 1                     | 0                     | 24    | 8           |
| 10     |      | Jovetić        | 15          | 8           | 1                   | 0                   | 2               | 2               | 3                 | 0                 | 0                     | 0                     | 21    | 10          |
| 35     |      | N'Doram        | 11          | 0           | 1                   | 0                   | 2               | 0               | 2                 | 0                 | 0                     | 0                     | 16    | 0           |
| 16     |      | Benaglio       | 3           | 0           | 3                   | 0                   | 2               | 0               | 2                 | 0                 | 0                     | 0                     | 10    | 0           |
| 26     |      | Boschilia      | 5           | 0           | 1                   | 0                   | 0               | 0               | 1                 | 0                 | 0                     | 0                     | 7     | 0           |
| 4      |      | Kongolo*       | 3           | 0           | 1                   | 0                   | 0               | 0               | 1                 | 0                 | 1                     | 0                     | 6     | 0           |
| 34     |      | Sylla          | 5           | 2           | 0                   | 0                   | 0               | 0               | 0                 | 0                 | 0                     | 0                     | 5     | 2           |
| 21     |      | Serrano        | 4           | 0           | 0                   | 0                   | 0               | 0               | 0                 | 0                 | 0                     | 0                     | 4     | 0           |
| 30     |      | Sy             | 3           | 0           | 0                   | 0                   | 1               | 0               | 0                 | 0                 | 0                     | 0                     | 4     | 0           |
| 22     |      | Mboula         | 3           | 1           | 0                   | 0                   | 0               | 0               | 0                 | 0                 | 0                     | 0                     | 3     | 1           |
| 28     |      | Traoré         | 3           | 3           | 0                   | 0                   | 0               | 0               | 0                 | 0                 | 0                     | 0                     | 3     | 3           |
| 23     |      | Pellegri       | 3           | 0           | 0                   | 0                   | 0               | 0               | 0                 | 0                 | 0                     | 0                     | 3     | 0           |
| 18     |      | Meïté*         | 2           | 0           | 1                   | 0                   | 0               | 0               | 0                 | 0                 | 0                     | 0                     | 3     | 0           |
| 10     |      | Mbappé*        | 1           | 0           | 0                   | 0                   | 0               | 0               | 0                 | 0                 | 1                     | 0                     | 2     | 0           |
| 12     |      | Saint-Maximin* | 1           | 0           | 0                   | 0                   | 0               | 0               | 0                 | 0                 | 1                     | 0                     | 2     | 0           |
| 31     |      | Dias*          | 1           | 0           | 0                   | 0                   | 0               | 0               | 0                 | 0                 | 0                     | 0                     | 1     | 0           |
| 36     |      | Diallo         | 0           | 0           | 0                   | 0                   | 0               | 0               | 0                 | 0                 | 0                     | 0                     | 0     | 0           |
| 33     |      | Bongiovanni    | 0           | 0           | 0                   | 0                   | 0               | 0               | 0                 | 0                 | 0                     | 0                     | 0     | 0           |
| 33     |      | Faivre         | 0           | 0           | 0                   | 0                   | 0               | 0               | 0                 | 0                 | 0                     | 0                     | 0     | 0           |
| 32     |      | Mbaé           | 0           | 0           | 0                   | 0                   | 0               | 0               | 0                 | 0                 | 0                     | 0                     | 0     | 0           |
| 23     |      | Nguinda*       | 0           | 0           | 0                   | 0                   | 0               | 0               | 0                 | 0                 | 0                     | 0                     | 0     | 0           |
| 40     |      | Badiashile     | 0           | 0           | 0                   | 0                   | 0               | 0               | 0                 | 0                 | 0                     | 0                     | 0     | 0           |